# Volkswagen Lupo
Para el Volkswagen Lupo mexicano, véase Volkswagen Fox
El Volkswagen Lupo es un automóvil del segmento A producido por la marca alemana Volkswagen entre los años 1998 y 2005. Es un cuatro plazas con carrocería hatchback de tres puertas, motor delantero y tracción delantera. El diseño del Lupo comparte muchos aspectos del SEAT Arosa; la mayor diferencia entre ambos es el equipamiento.

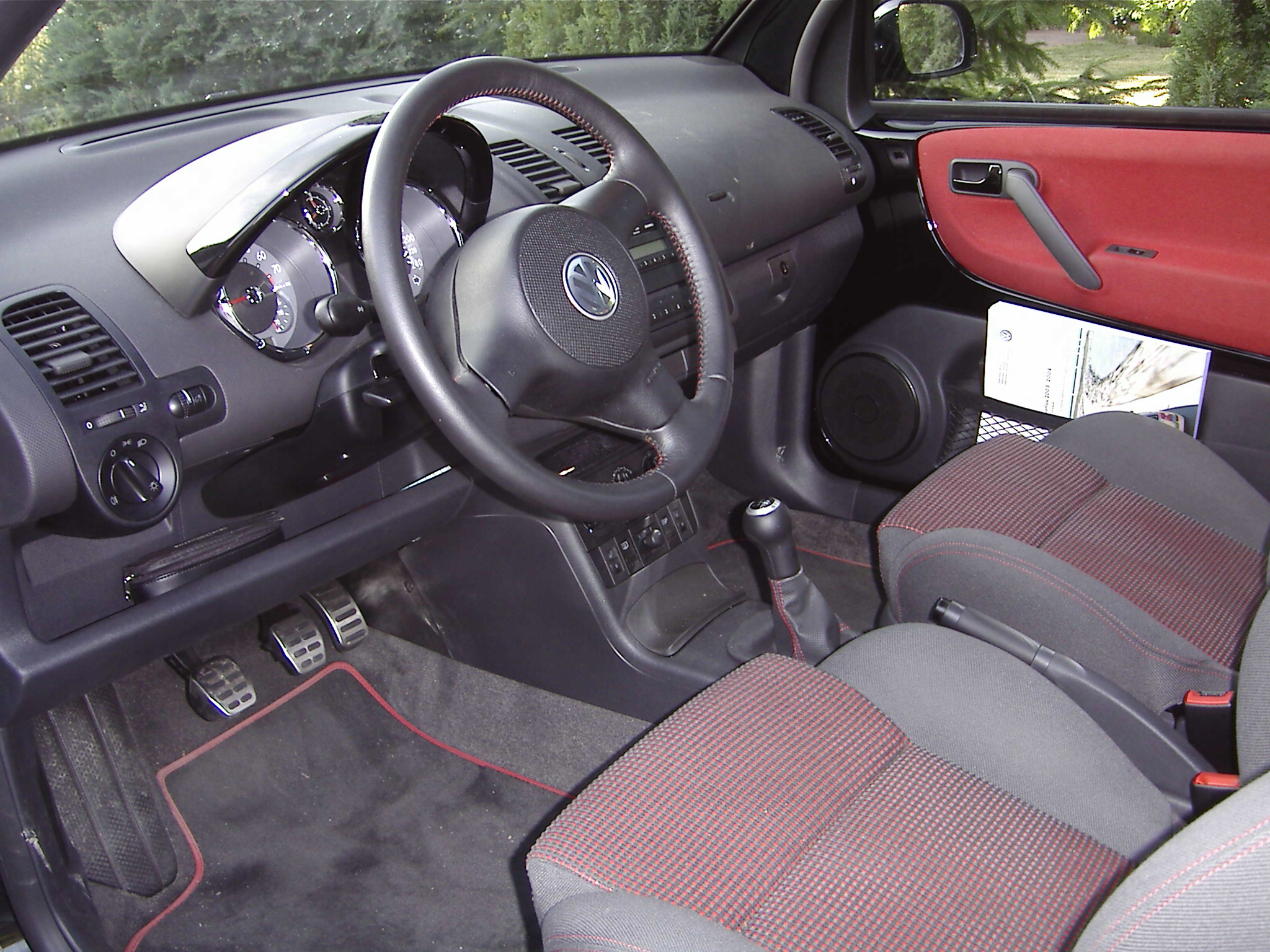
Interior

El modelo fue diseñado para competir contra los Ford Ka, Opel Agila y Renault Twingo. El Volkswagen Fox, que pertenece al segmento B y es 275 mm más largo, se considera el sucesor del Lupo para el mercado europeo ya que tiene cuatro plazas y es más pequeño que el Volkswagen Polo. En México el Volkswagen Fox fue denominado como Lupo.
El frontal del Lupo es similar al de la cuarta generación del Volkswagen Polo, con cuatro faros delanteros circulares. El Lupo fue lanzado al mercado a mediados de 1998.

## Motorizaciones
Sus motores gasolina son un 1,0 litros de 50 CV de potencia máxima, un 1,4 litros de 60, 75 o 100 CV, y un 1,6 litros de 125 CV. Los diésel son un 1,7 litros de 60 CV y un 1,4 litros de 75 CV, este último con inyección directa y turbocompresor. El 1,4 TDI tiene tres cilindros en línea, y los otros cuatro cilindros. Los gasolina 1,4 de 75 CV, 100 CV y 1,6 de 125 CV tienen cuatro válvulas por cilindro, mientras que el resto tiene dos válvulas por cilindro. La caja de cambios puede ser una manual de cinco marchas o una automática de seis marchas; el 1,6 litros también tuvo una manual de seis relaciones.
El Lupo recibió dos motorizaciones experimentales de bajo consumo y transmisión automática de cinco velocidades. Una de ellas es el 1,2 3L TDI, un diésel de tres cilindros en línea y 1,2 litros de cilindrada con inyección directa, alimentación por inyector-bomba, turbocompresor de geometría variable e intercooler. Tiene un consumo certificado de 3,0 L/100 km; para alcanzar esta marca, el motor se apaga cuando se detiene la marcha, la aerodinámica fue mejorada y los neumáticos son de baja resistencia. El 1,2 3L TDI pesa 830 kg, 145 kg menos que el 1.7 SDI; esto fue logrado con la utilización de aluminio como el capó, aletas, puertas, trenes rodantes y algunas unidades el portón, plástico y magnesio en las llantas.
El otro es el 1.4 FSI, una variante del gasolina de 1,4 litros y cuatro válvulas por cilindro. Desarrolla una potencia máxima de 105 CV, tiene inyección directa y funciona con mezcla pobre de combustible a bajo régimen. Utilizando gasolina sin azufre de 98 octanos, su consumo de combustible en recorrido urbano es de 6,3 L/100 km, claramente inferior a los 9,3 L/100 km del 1.4 de 100 CV.
| Motores de gasolina            | Motores de gasolina   | Motores de gasolina         | Motores de gasolina   | Motores de gasolina                               | Motores de gasolina   | Motores de gasolina       | Motores de gasolina   | Motores de gasolina | Motores de gasolina | Motores de gasolina | Motores de gasolina | Motores de gasolina | Motores de gasolina | Motores de gasolina | Motores de gasolina | Motores de gasolina | Motores de gasolina | Motores de gasolina | Motores de gasolina |           |
|                                | 1.0                   | 1.0                         | 1.4                   | 1.4                                               | 1.4                   | 1.4 FSI                   | 1.6 (GTi)             |                     |                     |                     |                     |                     |                     |                     |                     |                     |                     |                     |                     |           |
| ------------------------------ | --------------------- | --------------------------- | --------------------- | ------------------------------------------------- | --------------------- | ------------------------- | --------------------- | ------------------- | ------------------- | ------------------- | ------------------- | ------------------- | ------------------- | ------------------- | ------------------- | ------------------- | ------------------- | ------------------- | ------------------- | --------- |
| Periodo                        | 1998-2000             | 2000-2005                   | 2000-2005             | 1998-2005                                         | 1999-2005             | 2000-2003                 | 2000-2005             |                     |                     |                     |                     |                     |                     |                     |                     |                     |                     |                     |                     |           |
| Tipo de motor                  | L4 8v                 | L4 8v                       | L4 8v                 | L4 16v                                            | L4 16v                | L4 16v                    | L4 16v                |                     |                     |                     |                     |                     |                     |                     |                     |                     |                     |                     |                     |           |
| Identificación del motor       | AHT                   | AER / ALD / ALL / ANV / AUC | AUD                   | AQK / AHW / APE / AUA / BBY                       | AFK / AUB / AQQ       | ARR                       | AVY                   |                     |                     |                     |                     |                     |                     |                     |                     |                     |                     |                     |                     |           |
| Diámetro x carrera             | 72.0 mm x 61.2 mm     | 67.1 mm x 70.6 mm           | 76.5 mm x 75.6 mm     | 76.5 mm x 75.6 mm                                 | 76.5 mm x 75.6 mm     | 76.5 mm x 75.6 mm         | 76.5 mm x 86.9 mm     |                     |                     |                     |                     |                     |                     |                     |                     |                     |                     |                     |                     |           |
| Cilindrada                     | 997 cm³               | 999 cm³                     | 1390 cm³              | 1390 cm³                                          | 1390 cm³              | 1390 cm³                  | 1598 cm³              |                     |                     |                     |                     |                     |                     |                     |                     |                     |                     |                     |                     |           |
| Relación de compresión         | 10.5: 1               | 10.7: 1                     | 10.5: 1               | 10.5: 1                                           | 10.5: 1               | 11.5: 1                   | 11.5: 1               |                     |                     |                     |                     |                     |                     |                     |                     |                     |                     |                     |                     |           |
| Potencia máxima: CV (kW) @ rpm | 50 CV (37 kW) @ 5000  | 50 CV (37 kW) @ 5000        | 60 CV (44 kW) @ 4700  | 75 CV (55 kW) @ 5000                              | 100 CV (74 kW) @ 6000 | 105 CV (77 kW) @ 6000     | 125 CV (92 kW) @ 6500 |                     |                     |                     |                     |                     |                     |                     |                     |                     |                     |                     |                     |           |
| Par máximo: Nm @ rpm           | 84 Nm @ 3250          | 86 Nm @ 3000-3600           | 116 Nm @ 3000         | 126 Nm @ 3800                                     | 126 Nm @ 4400         | 130 Nm @ 4500             | 152 Nm @ 3000         |                     |                     |                     |                     |                     |                     |                     |                     |                     |                     |                     |                     |           |
| Tracción                       | Delantera             | Delantera                   | Delantera             | Delantera                                         | Delantera             | Delantera                 | Delantera             | Delantera           | Delantera           | Delantera           | Delantera           | Delantera           | Delantera           | Delantera           | Delantera           | Delantera           | Delantera           | Delantera           | Delantera           | Delantera |
| Transmisión                    | Manual, 5 velocidades | Manual, 5 velocidades       | Manual, 5 velocidades | Manual, 5 velocidades / Automática, 4 velocidades | Manual, 5 velocidades | Automática, 5 velocidades | Manual, 5 velocidades |                     |                     |                     |                     |                     |                     |                     |                     |                     |                     |                     |                     |           |
| Aceleración 0–100 km/h         | 18.0 s                | 17.7 s                      | 14.3 s                | 12.0 s                                            | 10.0 s                | 11.8 s                    | 8.2 s                 |                     |                     |                     |                     |                     |                     |                     |                     |                     |                     |                     |                     |           |
| Velocidad máxima               | 152 km/h              | 152 km/h                    | 160 km/h              | 172 km/h                                          | 188 km/h              | 199 km/h                  | 205 km/h              |                     |                     |                     |                     |                     |                     |                     |                     |                     |                     |                     |                     |           |
| Consumo combinado (L/100 km)   | 5.9                   | 5.8                         | 6.2                   | 6.2                                               | 6.6                   | 4.9                       | 7.3                   |                     |                     |                     |                     |                     |                     |                     |                     |                     |                     |                     |                     |           |

| Periodo                        | 1999-2005                                       | 1999-2005                                       | 1998-2005                |           |           |           |           |           |           |           |           |           |           |           |           |           |           |           |           |           |
| Tipo de motor                  | L3 6v, inyección directa, inyector-bomba, turbo | L3 6v, inyección directa, inyector-bomba, turbo | L4 8v, inyección directa |           |           |           |           |           |           |           |           |           |           |           |           |           |           |           |           |           |
| Identificación del motor       | ANY / AYZ                                       | AMF                                             | AKU                      |           |           |           |           |           |           |           |           |           |           |           |           |           |           |           |           |           |
| Diámetro x carrera             | 76.5 mm x 86.4 mm                               | 79.5 mm x 95.5 mm                               | 79.5 mm x 86.4 mm        |           |           |           |           |           |           |           |           |           |           |           |           |           |           |           |           |           |
| Cilindrada                     | 1191 cm³                                        | 1422 cm³                                        | 1716 cm³                 |           |           |           |           |           |           |           |           |           |           |           |           |           |           |           |           |           |
| Relación de compresión         | 19.5: 1                                         | 19.5: 1                                         | 19.5: 1                  | 19.5: 1   | 19.5: 1   |           |           |           |           |           |           |           |           |           |           |           |           |           |           |           |
| Potencia máxima: CV (kW) @ rpm | 61 CV (45 kW) @ 4000                            | 75 CV (55 kW) @ 4000                            | 60 CV (44 kW) @ 4200     |           |           |           |           |           |           |           |           |           |           |           |           |           |           |           |           |           |
| Par máximo: Nm @ rpm           | 140 Nm @ 1800-2400                              | 195 Nm @ 2200                                   | 115 Nm @ 2200-3000       |           |           |           |           |           |           |           |           |           |           |           |           |           |           |           |           |           |
| Tracción                       | Delantera                                       | Delantera                                       | Delantera                | Delantera | Delantera | Delantera | Delantera | Delantera | Delantera | Delantera | Delantera | Delantera | Delantera | Delantera | Delantera | Delantera | Delantera | Delantera | Delantera | Delantera |
| Transmisión                    | Automática, 5 velocidades                       | Manual, 5 velocidades                           | Manual, 5 velocidades    |           |           |           |           |           |           |           |           |           |           |           |           |           |           |           |           |           |
| Aceleración 0–100 km/h         | 14.5 s                                          | 12.3 s                                          | 16.8 s                   |           |           |           |           |           |           |           |           |           |           |           |           |           |           |           |           |           |
| Velocidad máxima               | 165 km/h                                        | 170 km/h                                        | 157 km/h                 |           |           |           |           |           |           |           |           |           |           |           |           |           |           |           |           |           |
| Consumo combinado (L/100 km)   | 3.0                                             | 4.3                                             | 4.4                      |           |           |           |           |           |           |           |           |           |           |           |           |           |           |           |           |           |

## Versiones Especiales
- College
- Cambridge
- Oxford
- Princiton
- Rave
- 3L